# Бас (царь)
Бас (др.-греч. Bας; ум. ок. 326 до н. э.) — царь Вифинии, правивший в 378—328 до н. э.
Бас был сыном Ботира. Бас считался первым независимым правителем Вифинского царства. Он успешно отразил нападение Каласа, одного из военачальников Александра Великого, и умело отстаивал независимость Вифинии. После его смерти где-то в 328 до н. э., престол перешел к его сыну Зипойту.